# Bocé
Bocé és un municipi francès situat al departament de Maine i Loira i a la regió de País del Loira. L'any 2007 tenia 563 habitants.

## Demografia

### Població
El 2007 la població de fet de Bocé era de 563 persones. Hi havia 225 famílies de les quals 55 eren unipersonals (39 homes vivint sols i 16 dones vivint soles), 83 parelles sense fills, 75 parelles amb fills i 12 famílies monoparentals amb fills.
La població ha evolucionat segons el següent gràfic:
Habitants censats

### Habitatges
El 2007 hi havia 272 habitatges, 222 eren l'habitatge principal de la família, 30 eren segones residències i 20 estaven desocupats. 264 eren cases i 6 eren apartaments. Dels 222 habitatges principals, 168 estaven ocupats pels seus propietaris, 51 estaven llogats i ocupats pels llogaters i 3 estaven cedits a títol gratuït; 2 tenien una cambra, 15 en tenien dues, 28 en tenien tres, 58 en tenien quatre i 119 en tenien cinc o més. 175 habitatges disposaven pel capbaix d'una plaça de pàrquing. A 105 habitatges hi havia un automòbil i a 105 n'hi havia dos o més.

### Piràmide de població
La piràmide de població per edats i sexe el 2009 era:
| Homes | Edats   | Dones |
| ----- | ------- | ----- |
| 0     | 95 o +  | 0     |
| 0     | 90 a 94 | 0     |
| 12    | 85 a 89 | 4     |
| 0     | 80 a 84 | 0     |
| 16    | 75 a 79 | 8     |
| 8     | 70 a 74 | 8     |
| 16    | 65 a 69 | 16    |
| 8     | 60 a 64 | 8     |
| 8     | 55 a 59 | 4     |
| 24    | 50 a 54 | 12    |
| 16    | 45 a 49 | 16    |
| 12    | 40 a 44 | 28    |
| 12    | 35 a 39 | 16    |
| 36    | 30 a 34 | 8     |
| 8     | 25 a 29 | 32    |
| 16    | 20 a 24 | 0     |
| 16    | 15 a 19 | 32    |
| 28    | 10 a 14 | 4     |
| 12    | 5 a 9   | 12    |
| 24    | 0 a 4   | 24    |

## Economia
El 2007 la població en edat de treballar era de 347 persones, 264 eren actives i 83 eren inactives. De les 264 persones actives 235 estaven ocupades (130 homes i 105 dones) i 29 estaven aturades (15 homes i 14 dones). De les 83 persones inactives 33 estaven jubilades, 19 estaven estudiant i 31 estaven classificades com a «altres inactius».

### Ingressos
El 2009 a Bocé hi havia 226 unitats fiscals que integraven 594 persones, la mediana anual d'ingressos fiscals per persona era de 16.031 €.

### Activitats econòmiques
Dels 19 establiments que hi havia el 2007, 1 era d'una empresa alimentària, 1 d'una empresa de fabricació d'altres productes industrials, 6 d'empreses de construcció, 3 d'empreses de comerç i reparació d'automòbils, 2 d'empreses d'hostatgeria i restauració, 1 d'una empresa financera, 1 d'una empresa immobiliària, 2 d'empreses de serveis i 2 d'empreses classificades com a «altres activitats de serveis».
Dels 3 establiments de servei als particulars que hi havia el 2009, 1 era un paleta, 1 electricista i 1 restaurant.
L'any 2000 a Bocé hi havia 27 explotacions agrícoles que ocupaven un total de 1.296 hectàrees.

## Equipaments sanitaris i escolars
El 2009 hi havia una escola elemental integrada dins d'un grup escolar amb les comunes properes formant una escola dispersa.

## Poblacions més properes
El següent diagrama mostra les poblacions més properes.